# Santa Cruz Chico
Santa Cruz Chico, es una montaña en la Cordillera Blanca en los Andes centrales de Perú; dentro del distrito de Santa Cruz en la provincia de Huaylas, región Ancash. Tiene una altura de 5,800 metros sobre el nivel del mar (19,029 pies).

## Ascensiones históricas

### Primera Expedición
Estados Unidos: El 2 de julio de 1958, los norteamericanos David Michael, Irene Ortenburger y Leigh Ortenburger desde la Quebrada Alpamayo logran alcanzar la cumbre del Santa Cruz Chico por primera vez por la cara noroeste.